# Lockhartia obtusata
Lockhartia obtusata är en orkidéart som beskrevs av Louis Otho Otto Williams. Lockhartia obtusata ingår i släktet Lockhartia och familjen orkidéer.
Artens utbredningsområde är Panamá. Inga underarter finns listade i Catalogue of Life.